# Cadlina flavomaculata
Cadlina flavomaculata är en snäckart som beskrevs av Frank Mace MacFarland 1905. Cadlina flavomaculata ingår i släktet Cadlina och familjen Chromodorididae. Inga underarter finns listade i Catalogue of Life.